# Agapito Rey
Agapito Rey (* 24. März 1892 in Pontevedra; † 29. November 1987 in Bloomington (Indiana)) war ein US-amerikanischer Romanist und Hispanist spanischer Herkunft.

## Leben und Werk
Rey ging 1912 nach Argentinien. 1914 blieb er auf dem Rückweg nach Europa in New York hängen und ließ sich in den Vereinigten Staaten nieder. Er machte dort 1917 Abitur und diente von 1918 bis 1919 in der amerikanischen Armee. Dann studierte er an der University of Michigan in Ann Arbor (Masterabschluss 1922). Bis 1925 unterrichtete er als Instructor an der University of North Dakota in Grand Forks, wo er auf den Historiker George Peter Hammond (1896–1993) traf, mit dem er zahlreiche Publikationen realisieren sollte. 1925 ging er an die Indiana University Bloomington, wurde 1929 von Antonio García Solalinde an der University of Wisconsin–Madison promoviert mit der Schrift (Hrsg.) Leomarte, Sumas de historia troyana (Madrid 1932) und  stieg in Bloomington zum Associate Professor auf, 1944 zum Full Professor für Spanisch. 1962 wurde er emeritiert (Nachfolger: Josep Roca-Pons), lehrte aber noch bis 1972 an der University of Arizona in Tucson.
Rey war Ehrendoktor der University of New Mexico in Albuquerque (1963) und Gründungsmitglied der North American Academy of the Spanish Language.

## Werke
- (mit Antonio García Solalinde) Ensayo de una bibliografia de la leyendas troyanans en la literatura española, Bloomington 1942
- Cultura y costumbres del siglo XVI en la península Ibérica y en la Nueva España, Mexiko 1944
- (Hrsg.) Castigos e documentos para bien vivir ordenados por el Rey don Sancho IV, Bloomington 1952
- (Hrsg.) El libro de los cien capítulos, Bloomington 1960
- (Hrsg.) Maestro Pedro, Libro del consejo e de los consejeros, Saragossa 1962

### Herausgebertätigkeit mit George Peter Hammond
- The Gallegos Relation of the Rodriguez expedition to New Mexico, Santa Fe 1927
- Obregon's History of 16th century explorations in western America, Los Angeles 1928
- Expedition into New Mexico made by Antonio de Espejo 1582-1583, Los Angeles 1929, New York 1967
- New México in 1602. Juan de Montoya's Relation of the discovery of New Mexico, Albuquerque 1938, New York 1967
- Narratives of the Coronado Expedition 1540–1542, Albuquerque 1940
- (mit Frederick Webb Hodge, 1864–1956) Fray Alonso de Benavides' revised Memorial of 1634,  Albuquerque 1945
- Don Juan de Oñate. Colonizer of New Mexico 1595–1628, Albuquerque 1953
- The rediscovery of New Mexico, 1580-1594. The explorations of Chamuscado, Espejo, Castaño de Sosa, Morlete, and Leyva de Bonilla and Humaña, Albuquerque 1966